# Procés Urca
En física d'astropartícules, un procés Urca és una reacció en la qual s'emet un neutrí i que es creu que forma part dels processos de refredament dels estels de neutrons i les nanes blanques. El procés va ser discutit per primera vegada per George Gamow i Mário Schenberg quan visitaven un casino a Rio de Janeiro anomenat Casino-da-Urca. Es diu que Schoenberg va comentar a Gamow que «l'energia en el nucli d'una supernova desapareix tan ràpidament com els diners en aquesta taula de ruleta». En el dialecte del sud de Rússia de Gamow urca també significa «lladre».
Els processos Urca directes són els processos més simples d'emissió de neutrins i es creu que són fonamentals en el refredament dels estels de neutrons. Tenen, com a forma general:
{\displaystyle B_{1}\rightarrow B_{2}+l+{\bar {\nu }}_{l},}
{\displaystyle B_{2}+l\rightarrow B_{1}+\nu _{l},},
on B1 i B₂ són barions, l es un leptó i {\displaystyle \nu _{l}} i {\displaystyle {\bar {\nu }}_{l}}són un neutrí i un antineutrí de la mateixa generació del leptó l.{\displaystyle \nu _{l}}{\displaystyle {\bar {\nu }}_{l}} Els barions poden ser nucleons —lliures o lligats—, hiperons com Λ, Σ i Ξ, o membres de la isòbara Δ. El leptó pot ser tant un electró com un muó.
El procés Urca és especialment important en el refredament de les nanes blanques, on un leptó —en general, un electró— és absorbit pel nucli d'un ió i és portat cap a fora del centre de l'estel per mitjà de convecció. Llavors, es duu a terme un decaïment beta. La convecció porta de nou a l'element cap a l'interior de l'estel i el cicle es repeteix moltes vegades. Atès que és molt poc probable que els neutrins emesos siguin reabsorbits, aquest és un mecanisme efectiu per refredar a l'estel.